# Hedwig Pauly-Winterstein
Pour les articles homonymes, voir Pauly.
Hedwig Pauly épouse Winterstein (née le 16 octobre 1866 à Breslau, mort le 22 août 1965 à Berlin-Est) est une actrice allemande.

## Biographie
Fille d'acteur, elle veut à l'origine devenir chanteuse et devient élève du Conservatoire Stern de Berlin. Cependant, comme sa voix n'est pas adaptée à l'opéra, elle se tourne vers le théâtre à la fin des années 1880 et commence sa carrière d'actrice à Krefeld. En 1890, Hedwig Pauly s'installe à Magdebourg et une saison plus tard à Brême. Là, elle peut jouer pour la première fois des rôles classiques de premier plan. En 1894, l'artiste accepte une invitation au Deutsches Theater de Berlin. Dans ce théâtre, elle connaît également du succès dans des pièces modernes. En 1898, Hedwig Pauly entre au Residenz-Theater et en 1900, intègre la Secessionsbühne qui se dissout en 1901.
Le 18 novembre 1899, elle épouse son collègue Eduard von Winterstein. Dans la capitale allemande, Hedwig Pauly, qui se fait désormais appeler Pauly-Winterstein, est une membre de longue date du Schillertheater dans les années suivantes du début du XXe siècle. Au début des années 1920, l'artiste tourne largement le dos à la scène et se concentre tout au long de cette décennie sur le travail avec le cinéma. Là, elle tient principalement des rôles maternels, mais parfois aussi comme une dame de noblesse.
Sa carrière s'arrête à l'arrivée des nazis au pouvoir en 1933, car elle est juive.

## Filmographie
- 1920 : Lady Godiva
- 1920 : Anna Boleyn
- 1920 : Präsident Barrada (de)
- 1922 : Das Erbe
- 1923 : Tragödie der Liebe
- 1923 : Tout pour l'or
- 1924 : Der kleine Herzog
- 1925 : Bismarck (de)
- 1925 : Gräfin Mariza (de)
- 1925 : Pour l'enfant (de)
- 1926 : Der Herr des Todes (de)
- 1926 : Staatsanwalt Jordan
- 1927 : Die Geliebte
- 1927 : La Tragédie de la rue
- 1928 : Flammes
- 1929 : Ludwig der Zweite, König von Bayern
- 1930 : Ihre Majestät die Liebe (de)